# NGC 1845
NGC 1845 ist die Bezeichnung eines offenen Sternhaufens im Sternbild Mensa. Das Objekt wurde am 24. November 1834 von John Herschel entdeckt.